# بورینو
بورینو (به ایتالیایی: Beverino) یک کومونه در ایتالیا است که در استان لا اسپتزیا واقع شده‌است.

## خصوصیات
بورینو ۳۶٫۰۱ کیلومترمربع مساحت و ۲٬۳۳۹ نفر جمعیت دارد و ۷۳ متر بالاتر از سطح دریا واقع شده‌است.